# Mallosia imperatrix tauricola
Mallosia imperatrix tauricola es una subespecie de escarabajo longicornio del género Mallosia, tribu Phytoeciini, subfamilia Lamiinae. Fue descrita científicamente por K. Daniel, 1904.

## Descripción
Mide 32-40 milímetros de longitud.

## Distribución
Se distribuye por Turquía.